# Pirnatova koča na Javorniku
Pirnatova koča na Javorniku – schronisko turystyczne tuż pod szczytem Javornika (1240 m) we Wzgórzach Idrijskich (Idrijsko hribovje), części Gór Dynarskich. Wybudowane zostało w 1952 i nazwane imieniem alpinisty prof. Maksa Pirnata. Zarządza nim PD (Towarzystwo Górskie) Javornik - Črni vrh i jest otwarte w soboty, niedziele i święta. Ma przestrzeń dla gości z 32 miejscami i barem. Nocleg oferuje w 3 pokojach z 22 łóżkami i we wspólnej sali z 15 miejscami. W pobliżu jest drewniana wieża widokowa.

## Dostęp
- z Črnego vrhu nad Idriją przez Kanji dol (2h)
- z Cola Słoweńskim Szlakiem Górskim koło gospodarstwa Lazar (3h)

## Szlaki
- na Javornik (1240 m) 10 min.